# Икорта (церковь)
Церковь архангела Михаила в Икорте (груз. იკორთის მთავარანგელოზის ტაძარი), широко известная как Икорта (იკორთა) — грузинская православная монастырская церковь XII века, расположенная на окраине села Икорта в Цхинвальском район Южной Осетии (согласно юрисдикции Грузии — в Горийском муниципалитете края Шида-Картли).
Построенная во времена правления грузинского царя Георгия III в 1172 году, Икорта является самой ранней из группы церквей Грузии XII—XIII веков, в которой окончательно утвердилась каноническая модель грузинской купольной церкви. В 2007 году церковь была включена в список недвижимых культурных памятников национального значения Грузии.

## История
Согласно надписи на стене храма, он был построен в 1172 году. В XVI—XVII веках был основан монастырь, а храм стал усыпальницей ксанских эриставов. В XVII веке ксанские эриставы возвели вокруг монастыря стену, превратив его в крепость. В XVIII веке на крепость неоднократно нападали турки и лезгинские племена. В 1811 году церковь и монастырь были закрыты. В конце XIX — начале XX века монастырь был вновь открыт, проводились ремонтные работы. В советское время храм был снова закрыт.
Во время землетрясения в Раче в 1991 году большая часть купола разрушилась, церкви был нанесён значительный ущерб церкви. В 1999—2003 годах проводились реставрационные работы (руководитель архитектор М. Бочоидзе). Храм был повреждён во время войны в Грузии в августе 2008 года.
Церковь Икорта служила местом захоронения ксанских эриставов. Среди прочих здесь имеются гробницы братьев Шалвы и Элизбара Эристави и их сподвижника Бидзины, князя Чолокашвили. Эти дворяне были замучены до смерти за то, что восстали против персидского владычества в Кахетии (восточная Грузия) в 1659 году, и в конечном итоге были канонизированы Грузинской православной церковью.

## Описание
Церковь Икорта относится к типу вписанного креста с куполом и полукруглой апсидой на востоке. Купол с 12-ю окнами, прорезанными в его высоком основании, опирается на углы алтаря и на две шестигранные колонны. Стены и своды были оштукатурены и украшены фресками во время строительства, но только некоторые фрагменты оригинальных росписей сохранились в апсиде, северной стене и основании купола. Фасады и нижняя часть купола богато украшены. Церковь была отремонтирована в XVII веке, но оригинальный дизайн был в основном сохранен. Есть два входных портала, один с юга и один с запада. Два оригинальных портика были разрушены, а существующий портика юге был построен гораздо позднее. На западной стене есть солнечные часы и древняя грузинская надпись шрифтом асомтаврули.